# オサ山

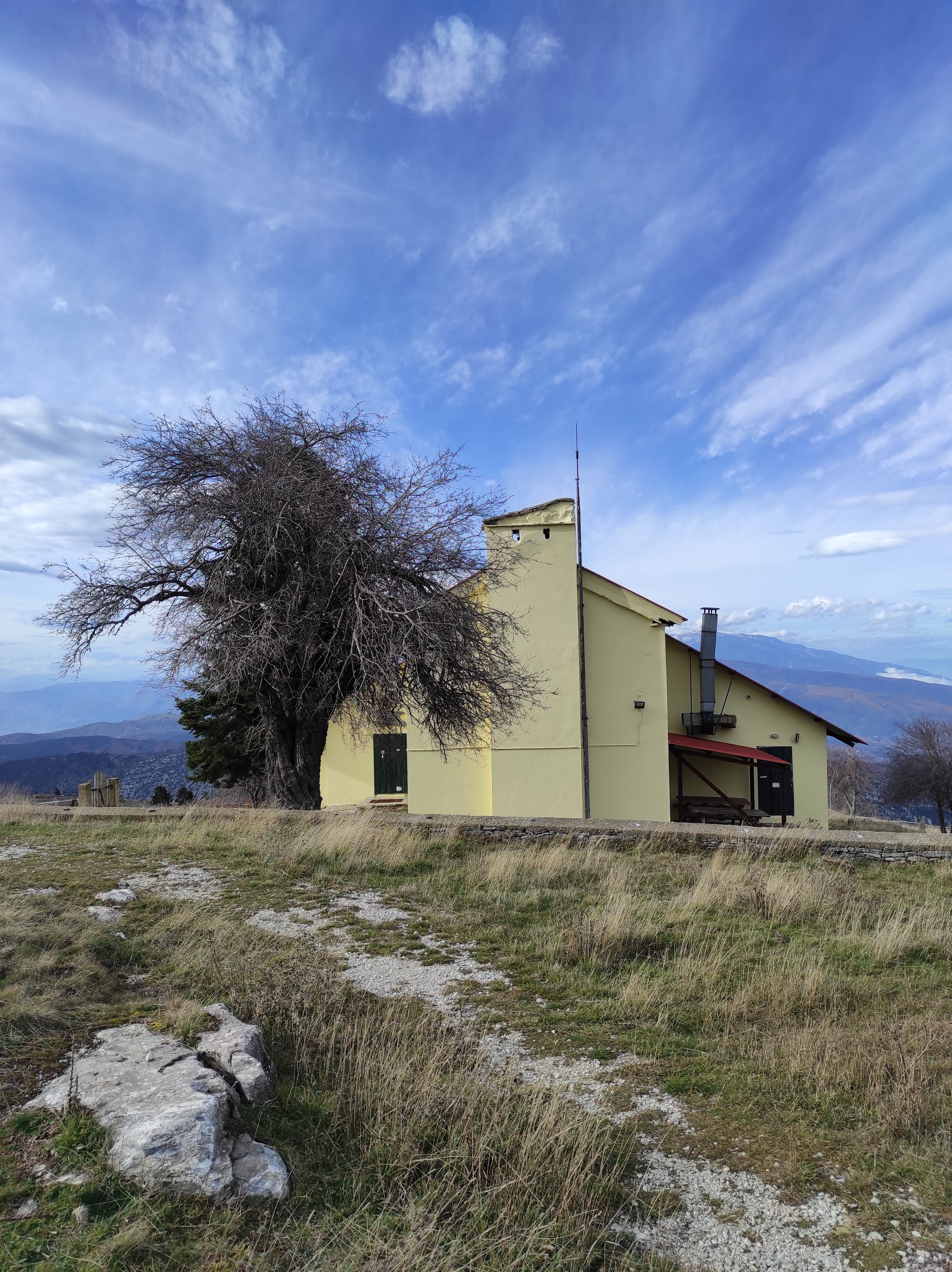
標高1604メートルの「カナロス」の避難小屋。

オサ山（オサさん、希: Όσσα, 英: Mount Ossa）は、ギリシャのテッサリア地方の山である。古典ギリシア語の発音ではオッサ山。キサボス山（Κίσσαβος, Kissavos）の別名でも知られる。ラリサ県の北東、テンビ渓谷とピニオス川の南に位置し、川を挟んで北西のオリンボス山と向かい合っている。オリンボス山とは地質学的に連続しており、テンビ渓谷で隔てられている。最高峰は標高1,978メートルのプロフィティス・イリアス（Profitis Ilias）で、近年コスタス・パラミオティス（Costas Palamiotis）に改称された。

## 地理
オサ山は西にラリサの平野、南にアギアの平野があり、山の東の斜面はテルマイコス湾に達する。山は北のメガロ峡谷（Μεγάλο Φαράγγι）、南のメガロ川（Μεγάλο Ρέμα）と呼ばれる谷によって2つの部分に分かれている。

## 自然
モミ、ブナ、オーク、クリの鬱蒼とした森と豊富な水は山に詩的な壮大さを与え、多くの水路、湖、峡谷がある植物相の豊かな土地として特徴づけている。山の北東部にある16,900ヘクタールの区域は、19の美的価値のある森林（Αισθητικά δάση）の１つとして数えられ、優れた自然美の分野でヨーロッパの自然保護区ネットワーク「ナチュラ2000」に参加している。

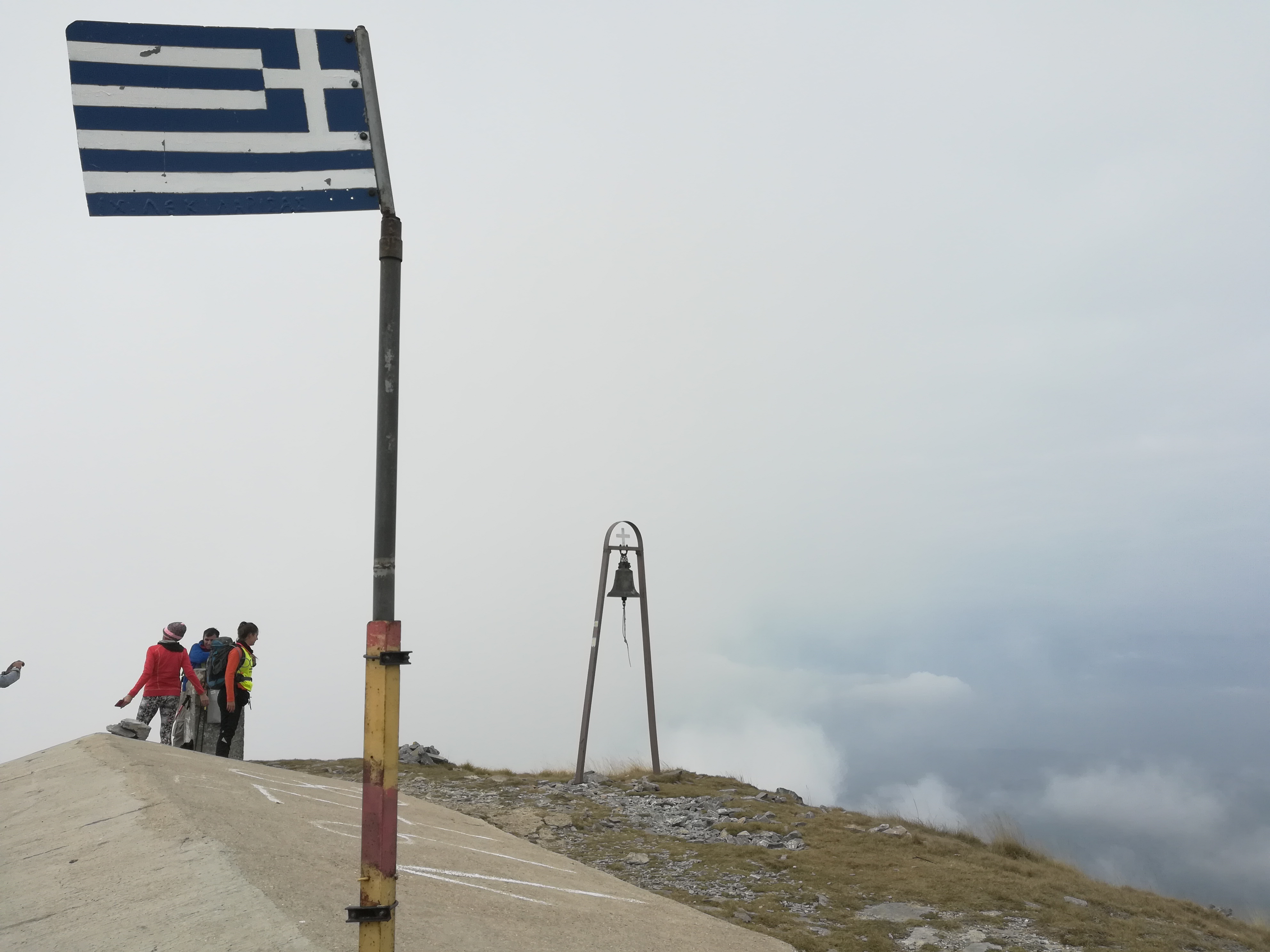
最高峰プロフィティス・イリアスの山頂。

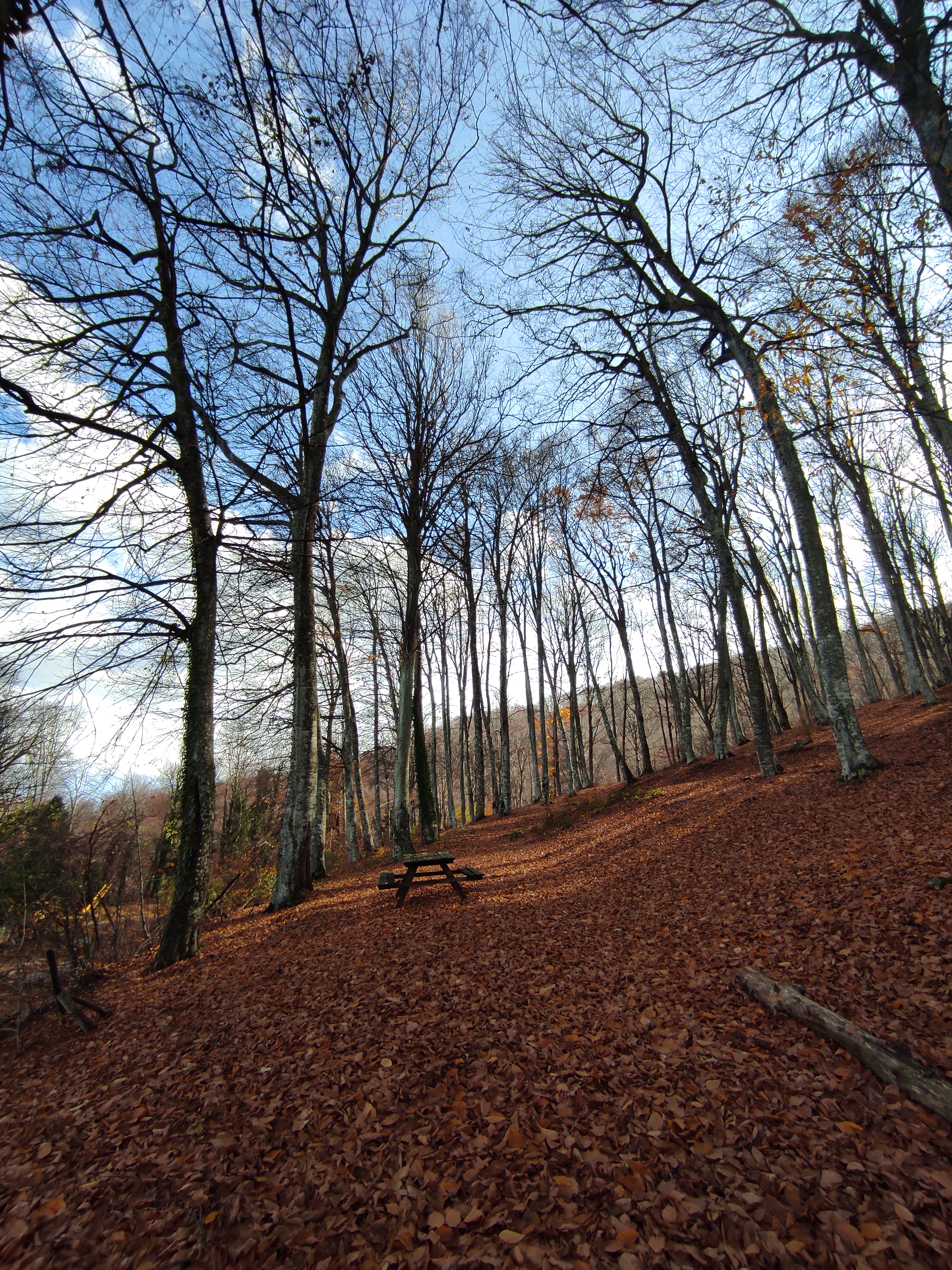
オサ山のブナの林。

山の低い場所ではセイヨウヒイラギガシ、セイヨウハナズオウ、イチゴノキ、エリカなどの常緑広葉樹だけでなく、多くの草本植物（タイム、オレガノ）が見られるが、より高い場所ではオーク、クリ、ミズキ、カエデ、トネリコ、シナノキ、そしてこの区域のごく一部を再植林したヨーロッパクロマツが優勢である。主に標高500メートルから1600メートルの山の北と東の斜面では、ヨーロッパブナの森林もしくはヨーロッパブナとモミの混合林のいずれかが支配的である。北部には多くのクリの農園があり、ほとんど例外なくクリと最小限の木材が生産されている。
セイヨウトチノキが占める割合は限られており、在来種としては珍しい種となっている。モミは長期間にわたる乱伐ののち再生している。これはオサ山の美的価値のある森林の13％を占めている。またオサ山の植物相には、シクラメン・ヘデリフォリウムのような種が含まれている。
高山地帯が始まる森林の境界付近では、多種多様な種が見られる。最後に、森林の管理区域では狩猟が許可されている。オサ山にはイノシシ、ノロジカ、ノウサギ、キジ、ヤマウズラなどが生息している。

## 自治体
オサ山の自治体にはアギア、ストミオ、シコウリオ（Συκούριο）、アンベラキア、カリツァ、メリヴィア、メタクソコリ、メガロブリソ、アナトリ、コキノ・ネロ、オモリオ、スピリアがある。
山の東側のストミオには、アギオス・ディミトリオス修道院としても知られるコムネニオン修道院があり、またコキノ・ネロやカリツァの近隣には美しいことで知られるカリプソ渓谷（Φαράγγι Καλυψώ）がある。

## 神話

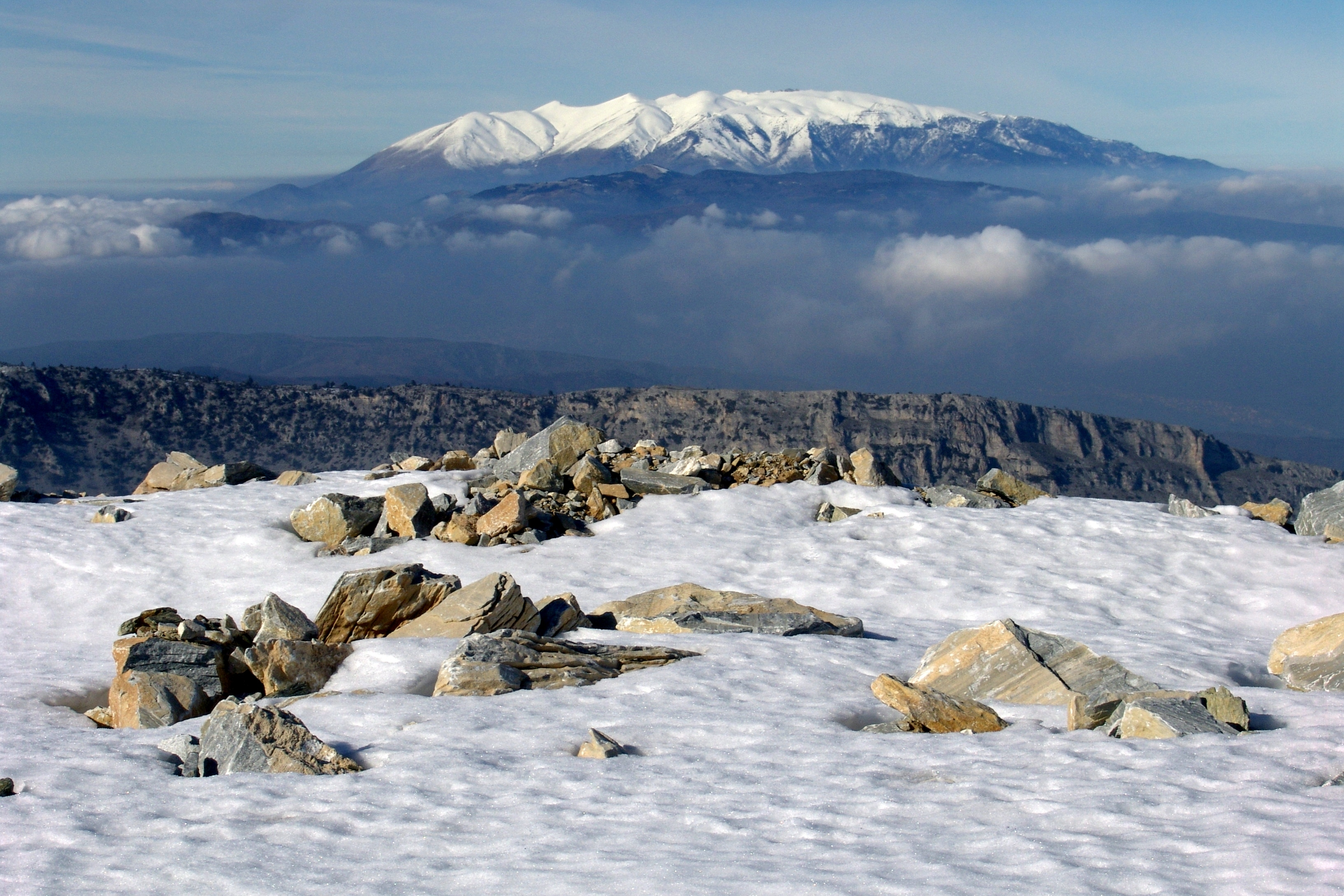
オサ山から見たオリンボス山。

古代ではオサ山はマグネテス人が住んでいた。その領域であるマグネシア地方はテッサリア地方の東南部にあたり、北はピニオス川の河口部から南はトリケリ半島まで広がっており、ニンフ、デメテル、アスクレピオス、ヘラクレス、ピロクテテス、アレクサンドロス大王などの崇拝と関係があった。ストラボンによるとピロクテテスはマグネシア地方の王の1人であり、ホメロスの叙事詩『イリアス』でも半島部分の都市メトネ、オリゾンをはじめ、オサ山周辺の都市タウマキア、メリボイアの軍勢を率いたと語られている。
オサ山が登場する有名な神話としては、神々に戦いを挑んだポセイドンの双子の巨人アロアダイの物語が知られている。『オデュッセイア』によると、アロアダイはオリンボス山の上にオサ山とピリオ山を乗せて天に登ろうとしたが、アポロンによって討ち取られた。
ギリシャの民間伝承では、オサ山はオリンボス山のライバルとして登場している。特によく知られているのは、1821年のギリシャ独立戦争中にオスマン帝国に対して抵抗を続けたクレフテスを称えるクレフテスの歌で、オサ山とオリンボス山の間で繰り広げられた幻想的で雄大な争いに言及している。

## 備考
オーストラリアのタスマニア島およびクイーンズランド州のオッサ山は、オサ山にちなんで名づけられた。

## ギャラリー

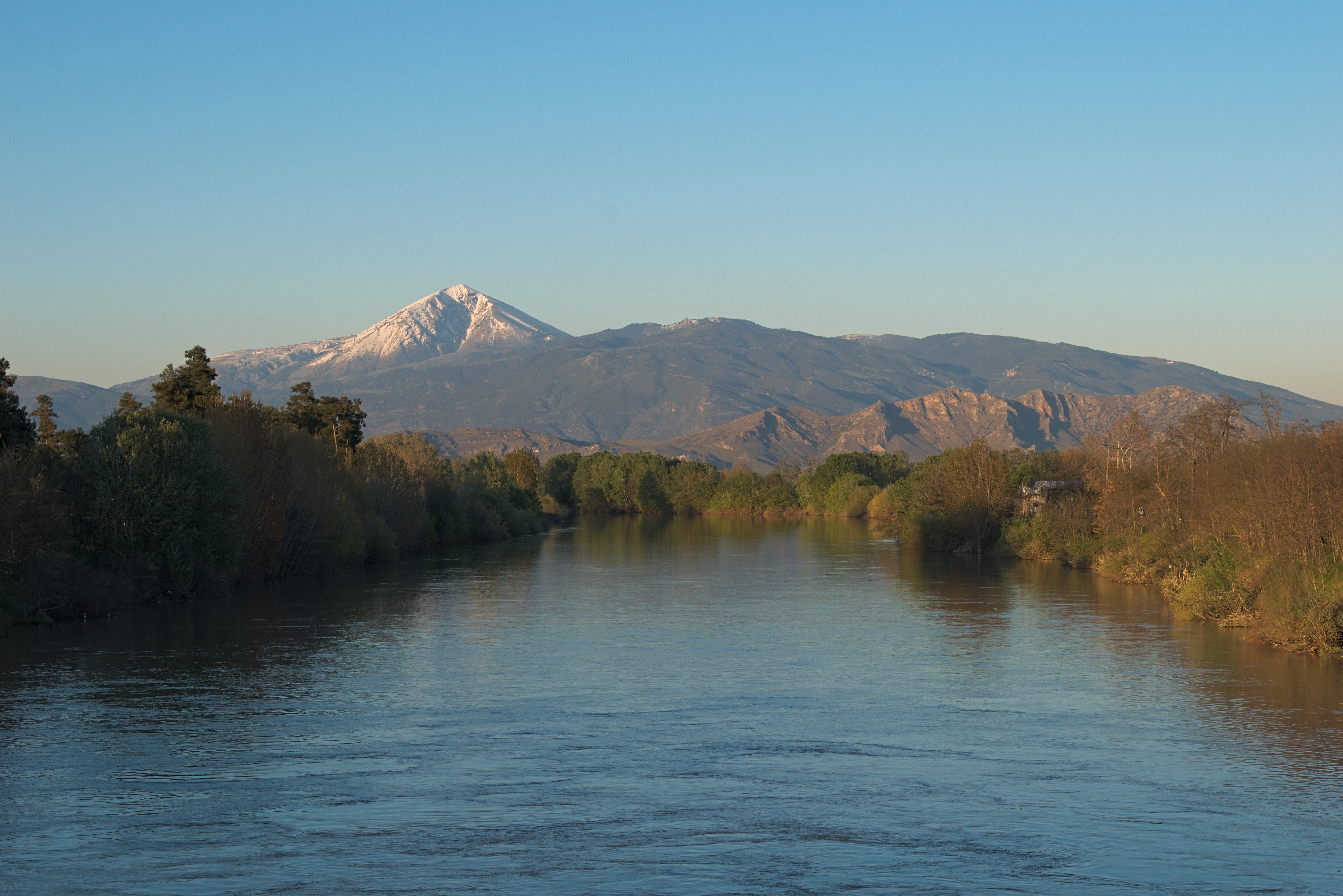
ピニオス川とオサ山
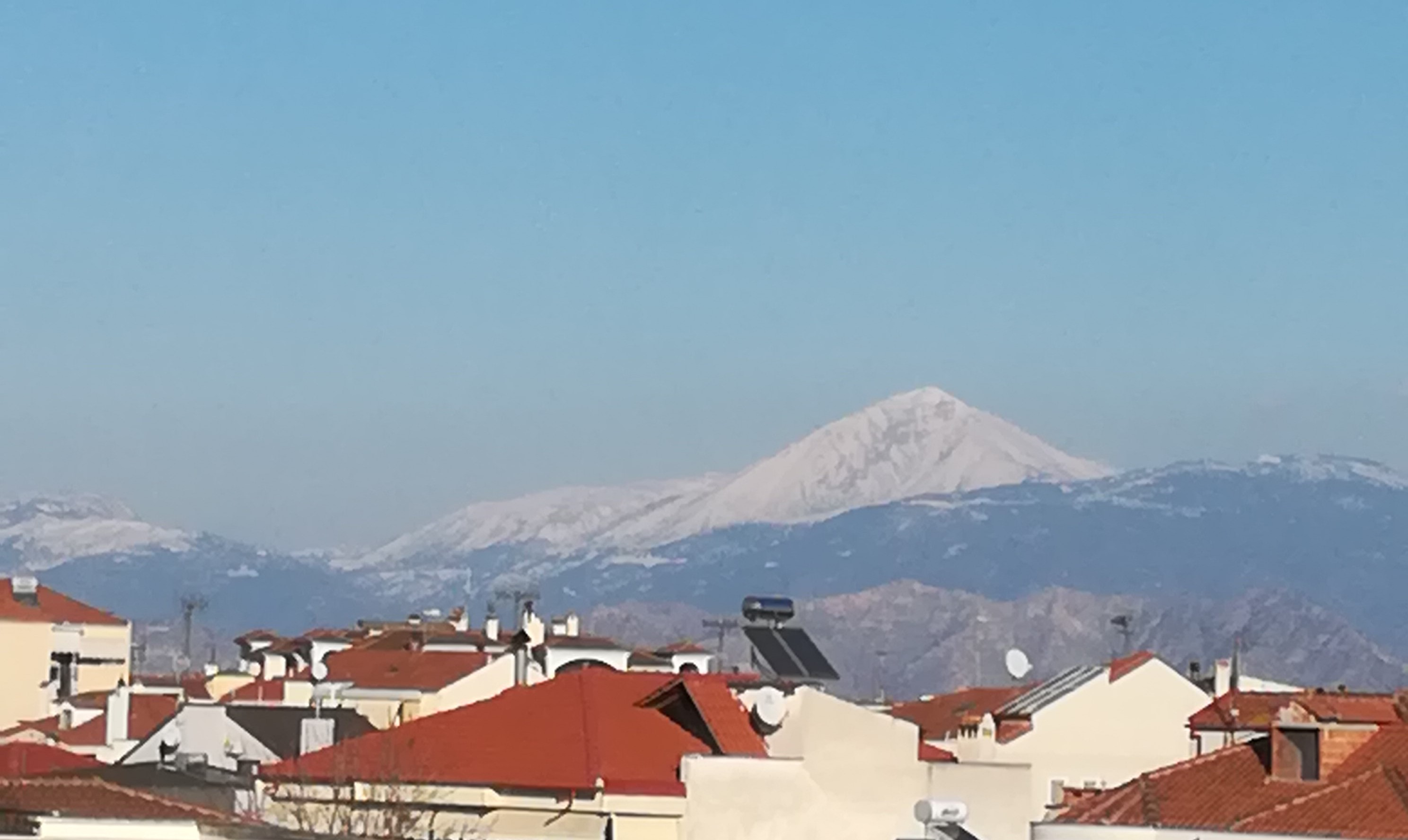
ラリサから見た雪のオサ山
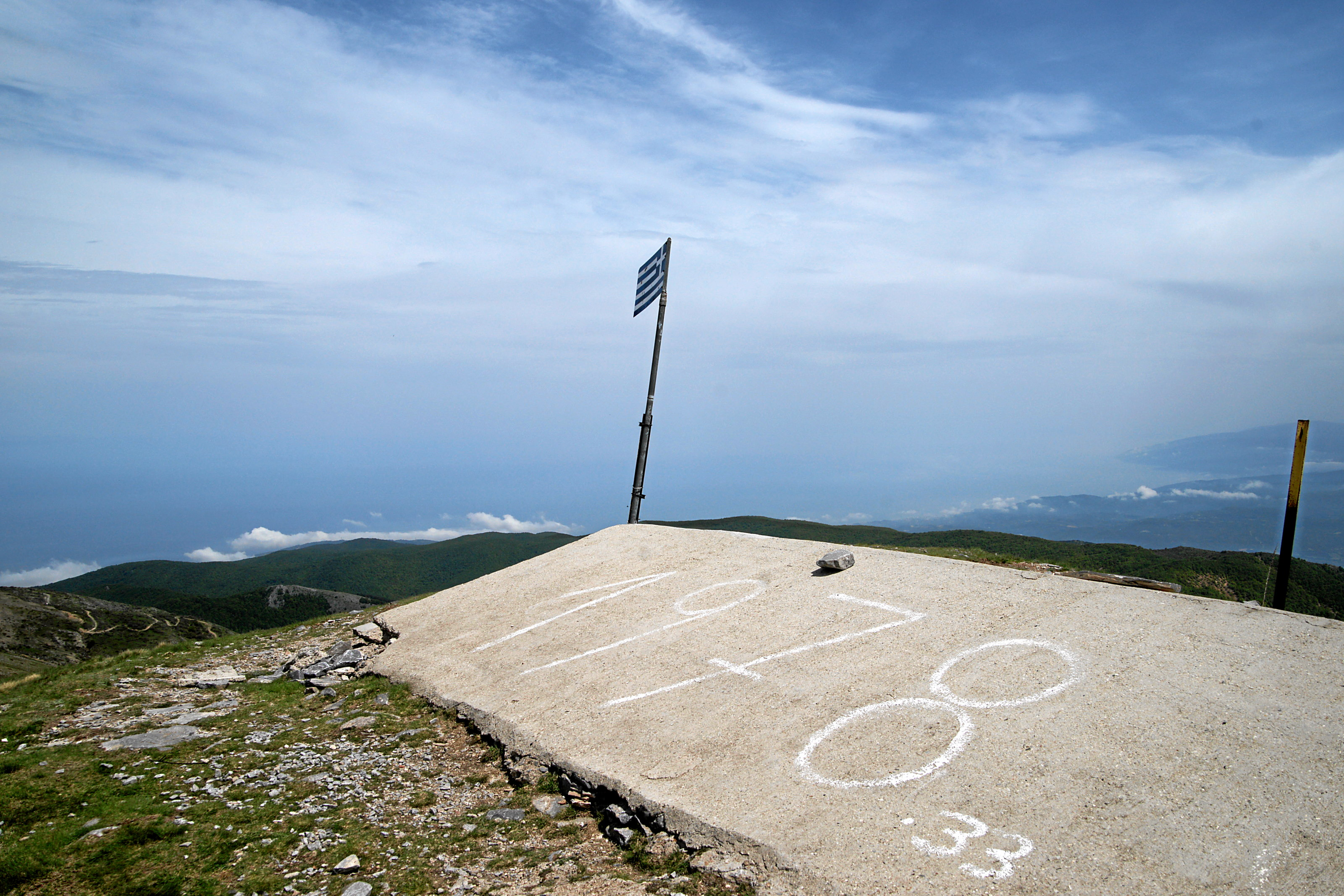
最高峰プロフィティス・イリアスとその眺め
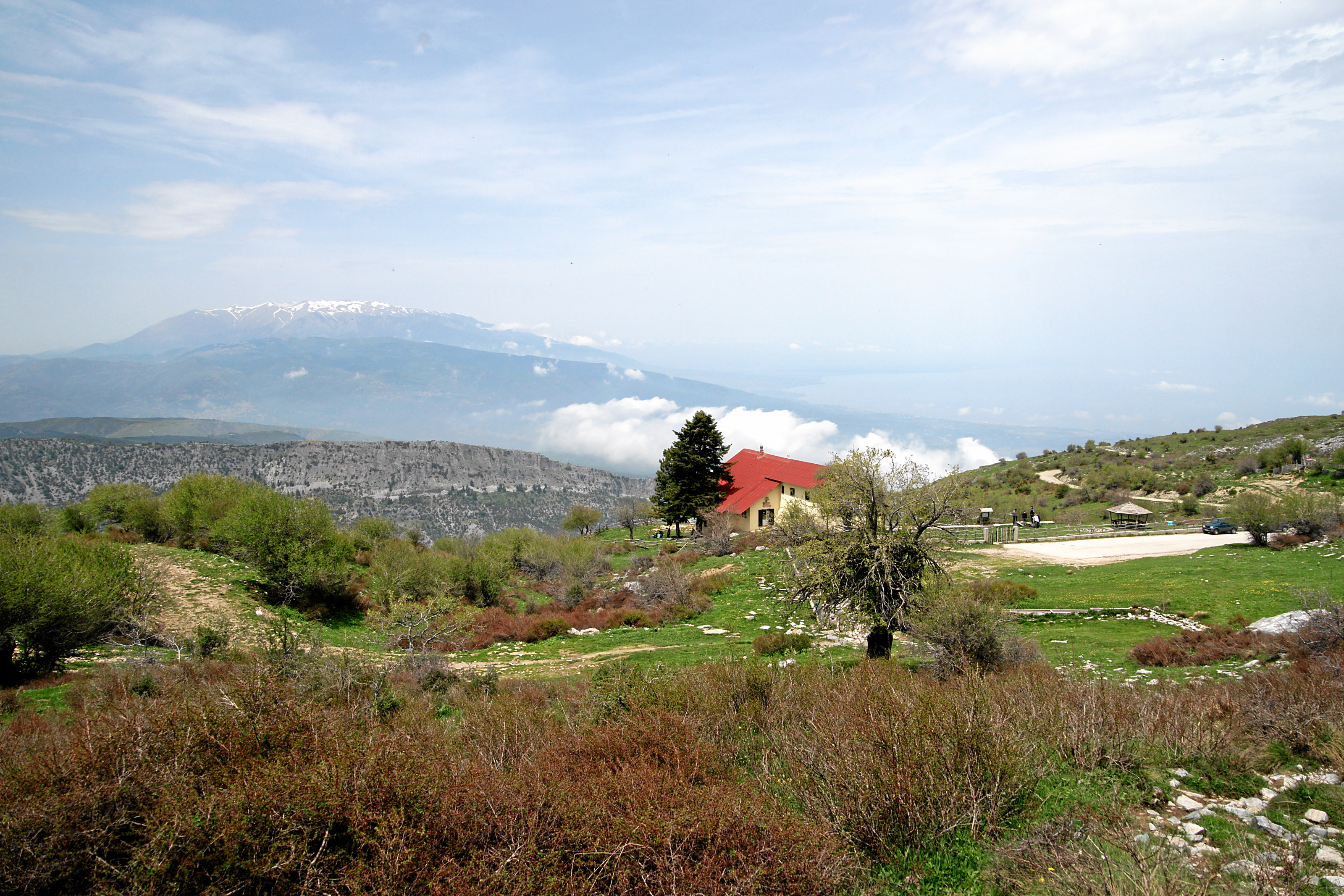
オサ山の避難小屋と遠方のオリンボス山
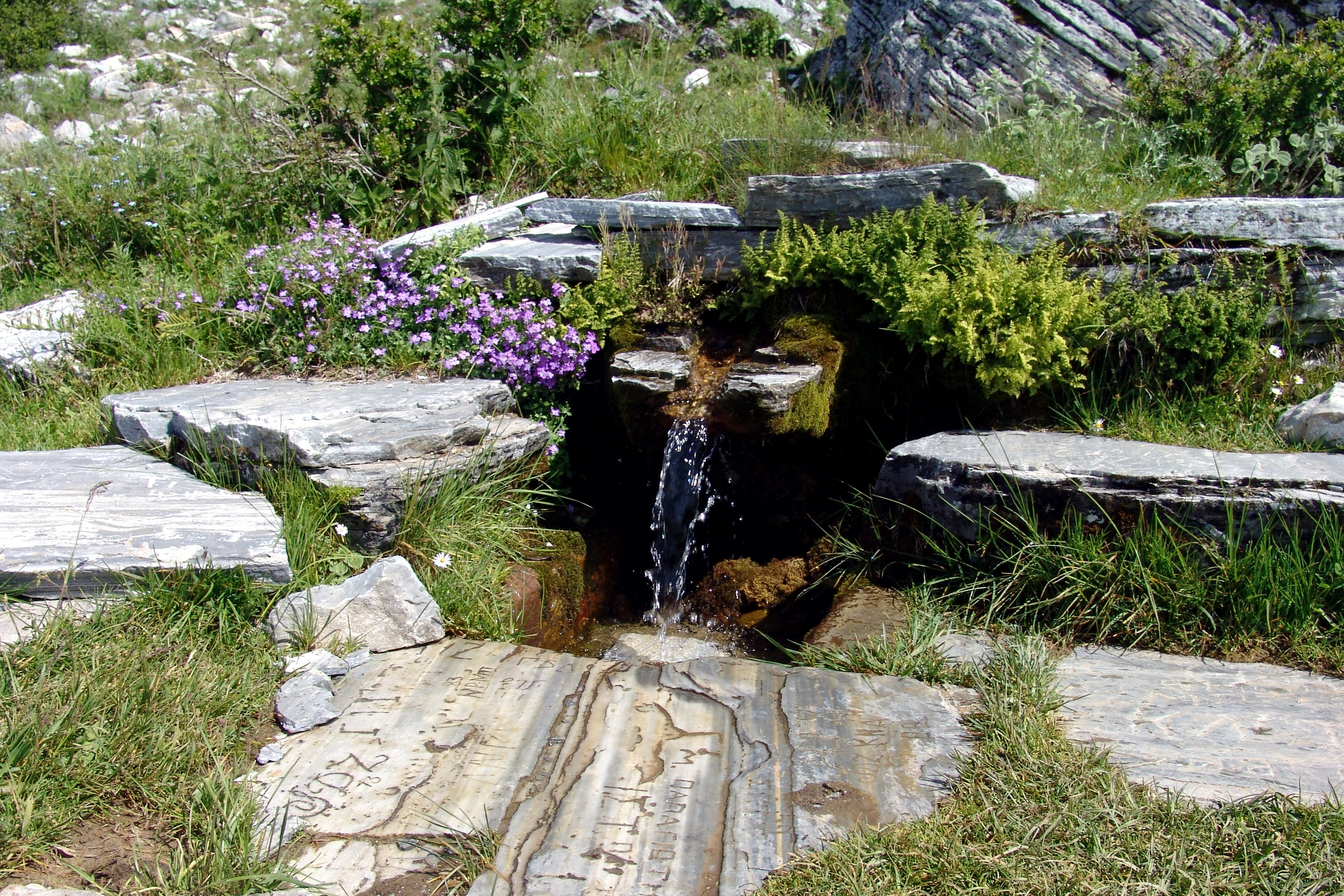
オサ山の避難小屋
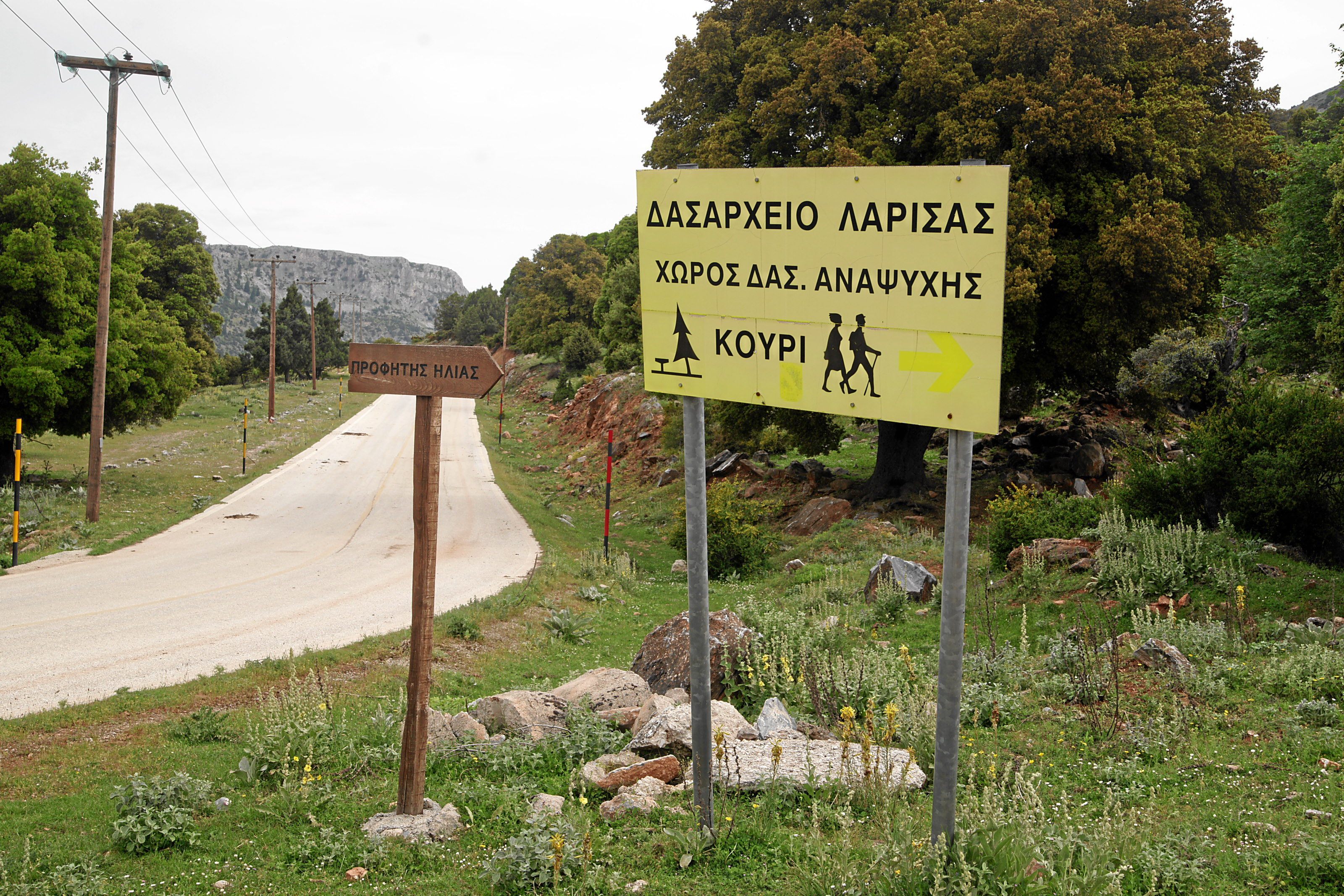
山頂へのハイキングコースの出発地点
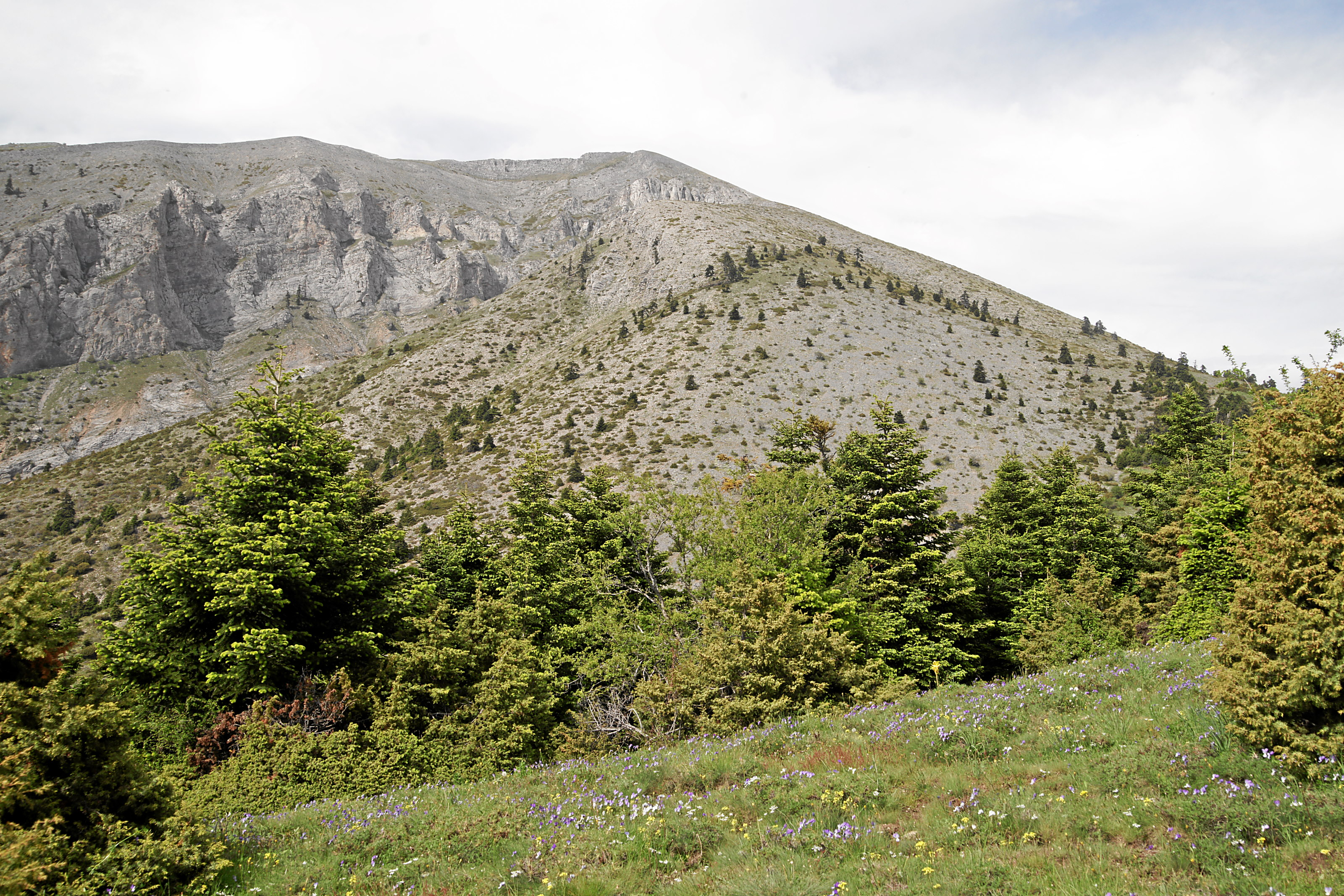
東から見た山頂
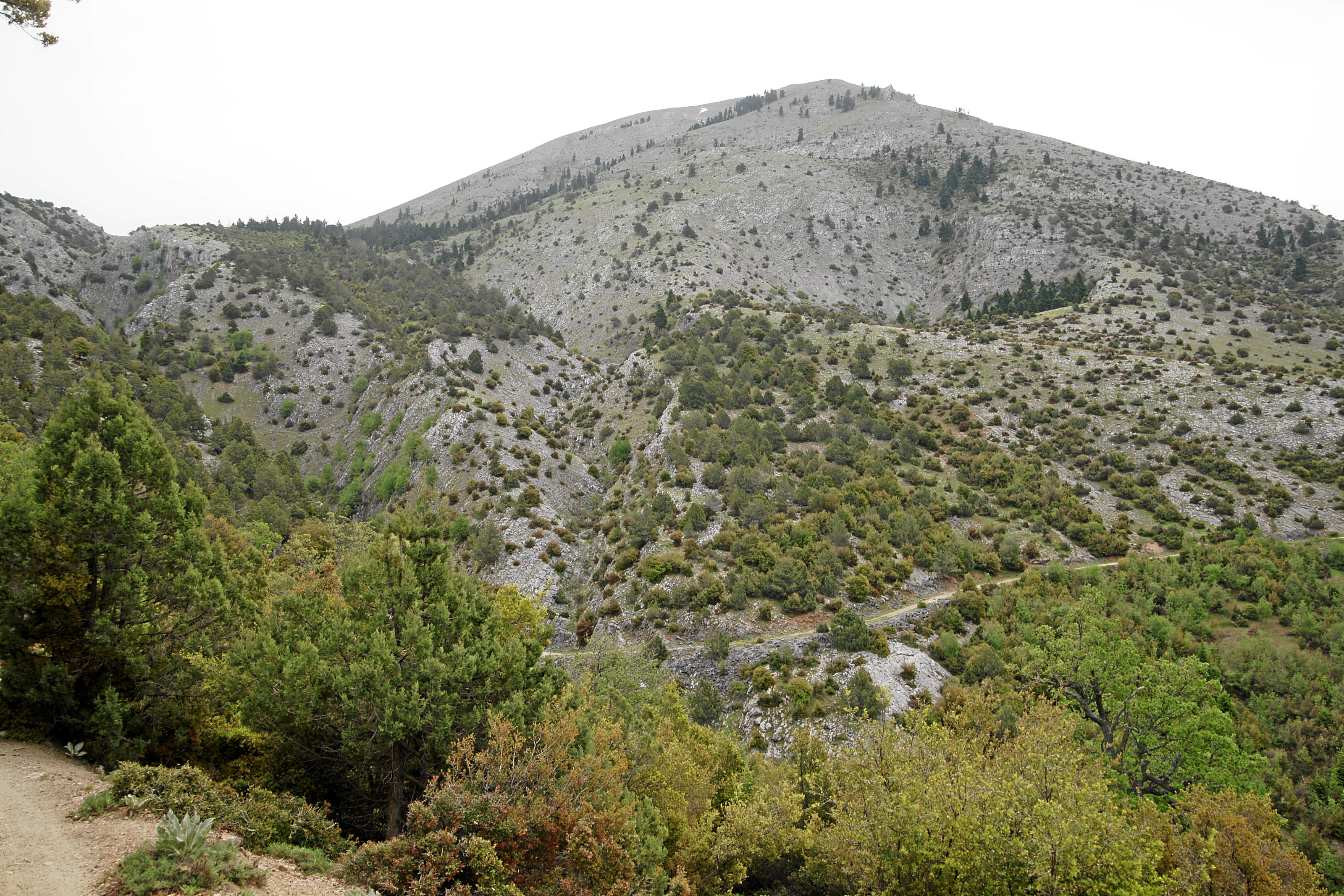
西から見た山頂
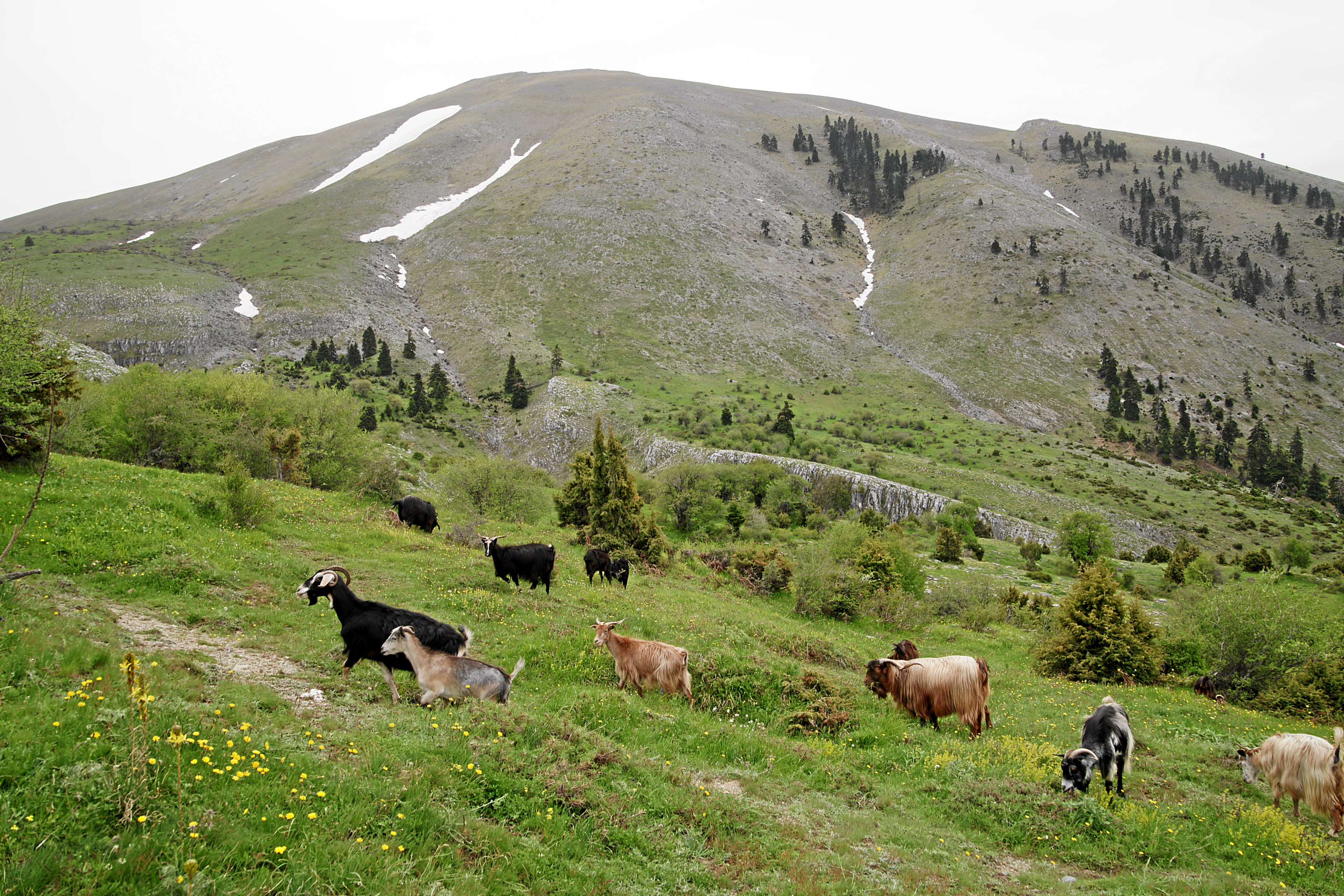
西から見た山頂
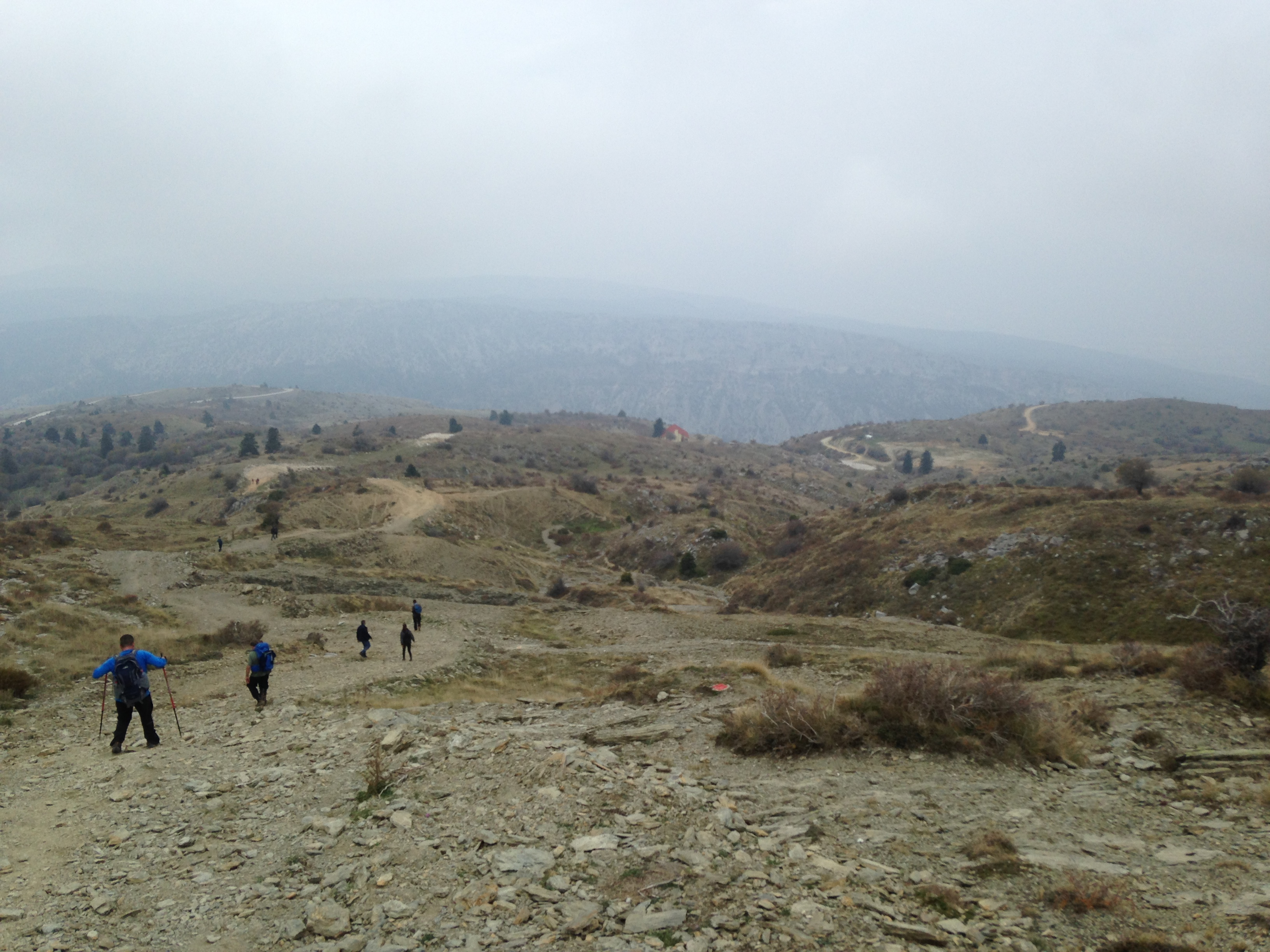
オサ山の登山者
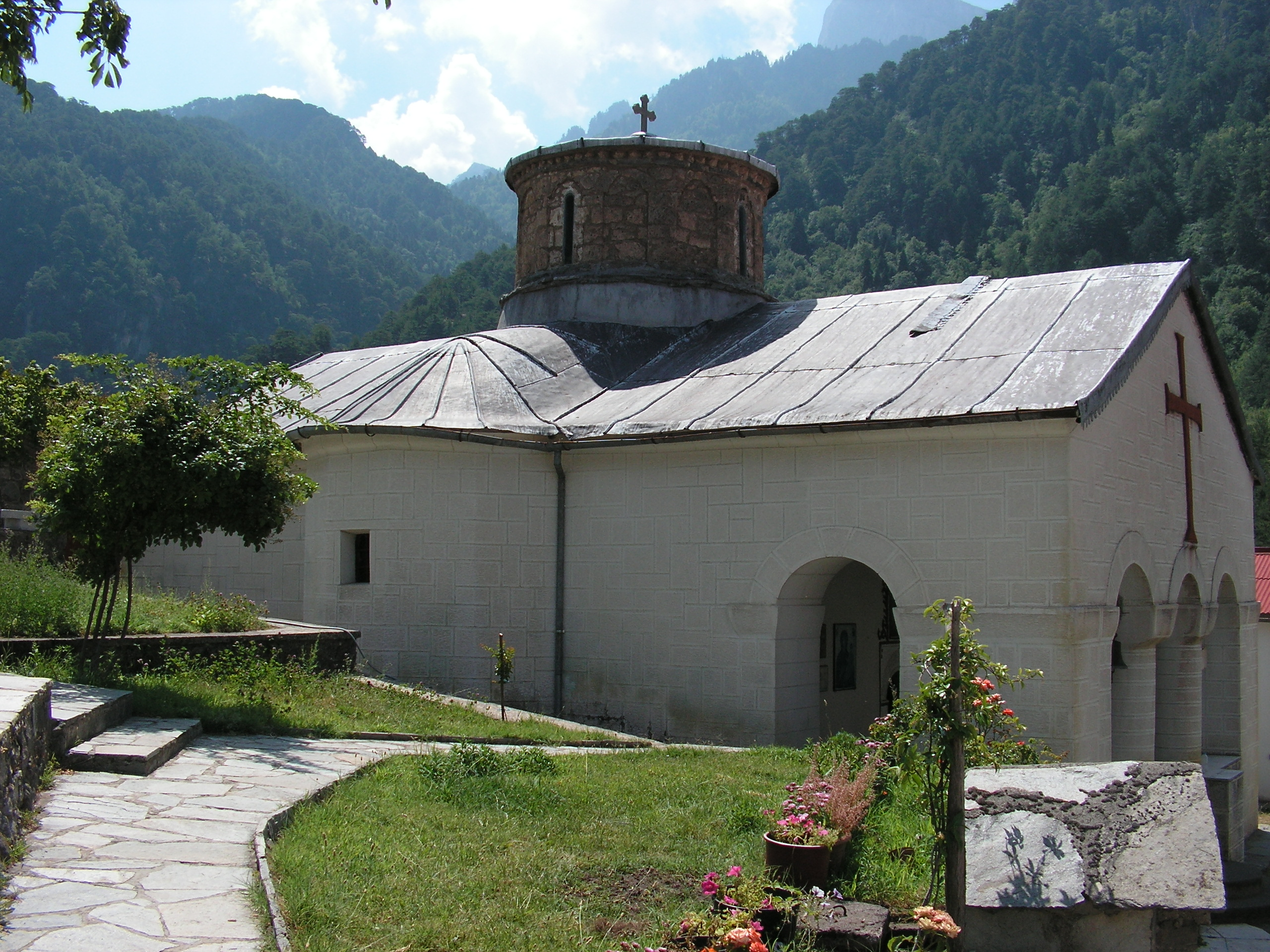
コムネニオン修道院
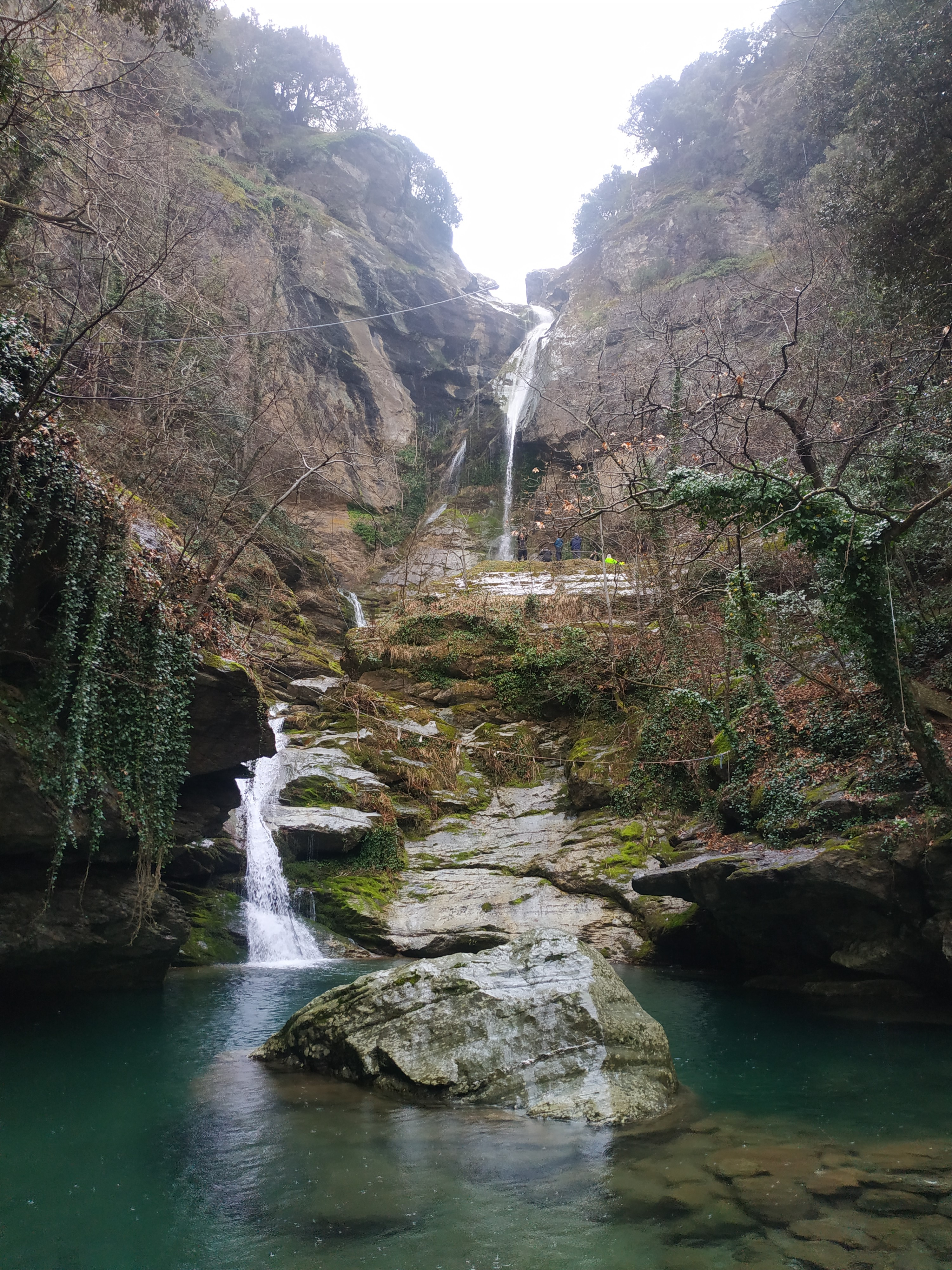
カリプソ峡谷